# Rune Factory 2
Rune Factory 2: A Fantasy Harvest Moon là một trò chơi điện tử nhập vai mô phỏng do Neverland phát triển. Trò chơi đã được xuất bản ở Nhật Bản, Bắc Mỹ và khu vực PAL bởi Marvelous Entertainment, Natsume và Rising Star Games cho Nintendo DS.

## Lối chơi

Màn hình dưới cùng của Rune Factory 2: A Fantasy Harvest Moon cho thấy nhân vật chính chiến đấu với kẻ địch trong dungeon, trong khi màn hình trên cùng hiển thị vị trí bản đồ.

### Mùa màng
Rune Factory 2: A Fantasy Harvest Moon có lối chơi tương tự như trò tiền nhiệm. Trò chơi diễn ra với đồng hồ và lịch riêng; khi người chơi ở bên ngoài, cứ mỗi giây sẽ là một phút trong trò chơi. Có tất cả bốn mùa mặc dù chỉ có 120 ngày trong năm, với mỗi mùa là 30 ngày. Thời tiết thay đổi theo từng ngày - trời thường nắng, thỉnh thoảng có những ngày mưa và hiếm khi bão, nhưng có thể làm hỏng mùa màng và buộc người chơi phải ở trong nhà.

### Nông trại
Người chơi bắt đầu với hai nông cụ là cuốc và bình tưới để xới đất và trồng nhiều loại cây khác nhau sau khi mua hoặc lấy hạt giống. Mỗi loại hạt có tốc độ sinh trưởng và giá cả khác nhau, có cây cho phép thu hoạch nhiều lần.
Vào đầu trò chơi, người chơi được cấp sẵn một trang trại có đá, gốc cây và nhiều đồ vật khác nhau rải rác khắp nơi. Sau khi dọn bớt khu vườn, cuốc đất và gieo hạt, người chơi phải tưới nước hàng ngày. Sau vài ngày, cây trồng có thể thu hoạch và bán, đem tặng, ăn hoặc cất giữ. Trong hầu hết các phần, mỗi cây chỉ có thể được trồng vào một mùa cụ thể, ví dụ, nếu cây trồng mùa xuân vẫn còn ở dưới đất khi sang mùa hè, nó sẽ chết. Cây có thể được trồng ở một số khu vực bên ngoài trang trại, ở đó khí hậu không thay đổi; tuy nhiên, những khu vực này người chơi vẫn phải tưới nước và thường có kẻ địch.

### Mối quan hệ
Người chơi tương tác với các đồ vật và người dân trong thị trấn thông qua cuộc đối thoại tương tự như trò chơi tiểu thuyết trực quan, các hình ảnh đại diện cho dân làng tương tự như anime - theo kiểu tường thuật câu chuyện. Ngoài ra, các đoạn phim cắt cảnh sẽ xảy ra ở một số điểm nhất định trong cốt truyện. MỗiNPC đều có "Điểm bạn bè", có thể tăng lên bằng cách đến thăm và tặng đồ cho họ, bảy nhân vật nữ ứng viên kết hôn cũng có một chỉ số gọi là "Điểm tình yêu", nó sẽ tăng khi người chơi thể hiện tình cảm với họ. Khi tổng điểm Tình yêu đạt đến 10, người chơi có thể kết hôn với nhân vật và sinh con, rồi trở thành nhân vật chính thứ hai. Đứa trẻ không thể kết hôn, nhưng thay vào đó có thể tiến hành "nghi lễ tình yêu".

### Yếu tố nhập vai
Nhân vật người chơi có hai loại thống kê: khả năng và sức chiến đấu. Khả năng cho thấy người chơi có thể thực hiện một nhiệm vụ nhất định tốt như thế nào, trong khi sức chiến đấu là thống kê trong các trò chơi nhập vai tiêu chuẩn. Các số liệu này có thể được cải thiện bằng cách đánh bại đủ kẻ địch để tăng cấp hoặc bằng cách trang bị một vũ khí hoặc một phần thiết bị cụ thể. Các kỹ năng của người chơi bao gồm các nhiệm vụ cơ bản như trồng trọt, chiến đấu và khai thác, và chúng tăng cấp khi người chơi thực hiện các nhiệm vụ này. Có một vài công cụ cụ thể thường được yêu cầu cho mọi nhiệm vụ; một số công cụ cũng có thể được sử dụng làm vũ khí.
Trong khi khám phá, người chơi có thể chiến đấu với quái vật để tăng sức mạnh hoặc kết bạn với chúng và giữ chúng làm vật nuôi hoặc làm bạn đồng hành. Các sản phẩm thu hoạch từ vật nuôi được giữ trong chuồng có thể dùng để bán lấy tiền hoặc nấu ăn.

## Cốt truyện

### Cơ chế
Trò chơi có một số khu khác nhau. Khu vực chính là trang trại của người chơi, nơi thực hiện hầu hết công việc đồng áng và sinh sống. Nhà của người chơi có các tiện nghi cơ bản, bao gồm tủ lạnh, giường, bàn và những thứ khác. Người chơi có một cuốn nhật ký mà họ có thể sử dụng để lưu tiến trình và một hộp thư mà từ đó người chơi có thể thỉnh thoảng nhận được thư.
Ngay phía nam của trang trại là thị trấn ven biển Alvarna, nơi đây có nhiều địa điểm như cửa hàng, nhà ở và các cơ sở khác.
Trong suốt trò chơi, có một số dungeon đầy quái vật, mỗi dungeon được xây dựng tùy theo các mùa. Người chơi có thể tìm thấy vùng đất phù hợp để trang trại cũng như những con quái vật có thể chiến đấu hoặc nuôi giữ.
Rune Factory 2 có các lễ hội vào những ngày cụ thể trong năm. Hầu hết các lễ hội là những lễ hội nguyên bản từ  Harvest Moon/Story of Seasons và Rune Factory, mặc dù một số lễ hội dựa trên các lễ hội trong thế giới thực, chẳng hạn như Đêm Giao thừa. Các cửa hàng không mở cửa vào ngày lễ, ngoại trừ nhà tắm đóng cửa vào thứ Hai.

### Câu chuyện
Nhân vật chính là một cậu bé bị mất trí nhớ, lang thang đến một thị trấn tên là Alvarna. Anh gặp một cô gái tên Mana, cô cho anh một vùng đất nông nghiệp và các công cụ để sử dụng rồi đặt tên cho anh là "Kyle" (có thể thay đổi). Cuộc sống của anh trôi qua với một danh tính mới, anh kết hôn với một cô gái trong làng và sinh một đứa con; con trai hoặc con gái tùy thuộc vào sự lựa chọn của người chơi với tên tương ứng là "Aaron" hoặc "Aria" (có thể đổi lại). Sau đó, anh giúp xây dựng trường học cho thị trấn. Một ngày nọ, anh lấy lại trí nhớ và nhớ ra lý do tại sao anh ta đến Alvarna, và tại sao anh luôn mang trong mình quyết tâm xây dựng trường học. Đêm đó, anh từ bỏ gia đình và ra đi.
Vài năm sau, đứa con của anh lần theo manh mối của người cha để lại, và biết được về sự tồn tại của Fiersome, một con rồng đã bị phong ấn cách đây 1000 năm. Đứa trẻ cũng phát hiện ra người cha đã bỏ đi để tự hợp nhất với Fiersome nhằm kiềm chế sức mạnh của con rồng. Sau đó, đứa trẻ đánh bại và phong ấn con rồng bằng câu thần chú Dragon Break . Nhưng khi làm như vậy, linh hồn của người cha sẽ bị phong ấn cùng với con rồng. Đứa trẻ tiếp tục tìm cách tách linh hồn của người cha khỏi Fiersome và tìm thấy câu thần chú Omni-Gate để đưa người cha trở về nhà, đoàn tụ với gia đình và bạn bè mà ông đã bỏ lại.

## Phát triển
Theo giám đốc điều hành của Marvelous và người tạo ra Harvest Moon/Story of Seasons, Wada Yasuhiro, Rune Factory 2 không mượn tên Harvest Moon (Bokujō Monogatari) cho bản phát hành tiếng Nhật. Điều này được thực hiện để phát triển Rune Factory như một loạt  độc lập và Marvelous sẽ tiếp tục làm điều này với tất cả các phần trong tương lai bao gồm Rune Factory Frontier. Mặc dù vậy, Natsume đã áp dụng phụ đề A Fantasy Harvest Moon cho Rune Factory 2.
Phần thưởng cho đơn đặt hàng trước của Mỹ là một con sóc bông đi kèm khi đặt hàng từ các trang web tham gia.

## Phương tiện liên quan

### Manga
Rune Factory 2 đã có nhiều loạt truyện tranh để giúp quảng bá trò chơi, trên các tạp chí như Dengeki Nintendo DS, Monthly Wings, Dragon Age, và Dengeki Maoh. Nếu người chơi đặt hàng trước trò chơi tại Nhật Bản, họ sẽ nhận được một đĩa CD miễn phí với ba bộ phim truyền hình nhỏ cũng như một cuốn sách ảnh dài 18 trang.

### Âm nhạc
Một thời gian sau khi trò chơi được phát hành tại Nhật Bản, một đĩa CD với tất cả nhạc nền, ba bộ phim truyền hình nhỏ và hai bài hát chủ đề đã được phát hành cùng với một cuốn tiểu thuyết dựa trên trò chơi sau đó một thời gian.

## Tiếp nhận
Rune Factory 2 nhận được "đánh giá chung là thuận lợi" theo trang web tổng hợp đánh giá Metacritic. IGN nói rằng "phần tiếp theo này không khác quá nhiều so với tiền nhiệm của nó...điều đó không khiến nó trở thành một trò chơi tồi."